# Miconia rheophytica
Miconia rheophytica — вид квіткових рослин родини меластомових (Melastomataceae).

## Поширення
Ендемік Колумбії. Виявлений у гірській річці Самана Норте в Андах у департаменті Антіокія.

## Опис
Реофіт, тобто рослина, що пристосована до життя у швидкоплинних гірських річках. Рослина росте на крутих кам'янистих берегах річки. Щороку плодоносить яскравими синіми ягодами.

## Загрози
У регіоні, де було знайдено рослину, планують побудувати гідроелектростанцію, що загрожує затопити місцевість і повністю знищити середовище існування виду.